# Faliro Sports Pavilion
O Faliro Sports Pavilion é um ginásio localizado próximo a Pireu, na Atenas, na Grécia. Construído em 2003, possui 8.536 lugares e serviu como sede do handebol e do taekwondo nos Jogos Olímpicos de Verão de 2004.